# Giacomo Luzzatto
Pour les articles homonymes, voir Luzzatto.
Giacomo Luzzatto (1827-1888) est un photographe italien né à Fiume (aujourd'hui Rijeka, en Croatie).

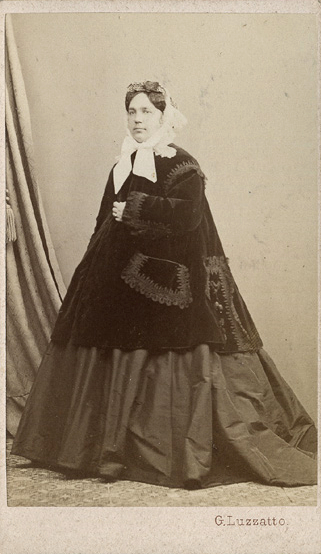
Portrait de femme